# Bert Ljung
Bert Ljung är en svensk fiktiv figur som är huvudperson i Berts universum, och skapades av Anders Jacobsson, Sören Olsson. Radioserien och böckerna om Bert är skrivna i dagboksform.
I Berts dagbok  är Bert till en början 12 år gammal och befinner sig under vårterminen i femte klass, men blir sedan äldre och utvecklas alltmer till vad som mycket är en parodi på en stereotyp tonårspojke, det vill säga att han har problem med akne, tänker på tjejer och ofta också försöker få till det med någon tjej, vilket ibland kröns med framgång och ibland inte.

## Utseende
Bert har ljust hår, och hans karaktäristiska kläder är jeans och en röd polotröja, precis som Sune. Från boken Berts dagbok och framåt bär han även runda glasögon, vilket leder till att han blir retad av Klimpen och Idas kompis Mona.

## Familj, släkt och vänner
Berts bästa vän heter Åke Nordin, andra kompisar är Erik "Lill-Erik" Linstett och Torleif Andersson. Bert bor med sina föräldrar i en lägenhet på Klosterstigen 18 i den fiktiva staden Öreskoga i Sverige. Hans far Fredrik Ljung arbetar som optiker medan hans mor Madelene Olsson är busschaufför. I seriealbumet Trubadur på flörtartur anges adressen som "Klostervägen 18".
Bert har som husdjur en sköldpadda som heter Ove, vilken han får i julklapp av Åke i Berts ytterligare betraktelser. Ove äter snabbt upp alla fiskarna i familjens akvarium.
På fritiden spelar Bert bland annat fotboll i Öreskoga-Kamraternas Idrottsförening, samt sjunger och spelar elbas i rockbandet Heman Hunters, samt skriver låtar. Det berättas sällan om vilken musik han gillar att lyssna på, men vid några tillfällen nämns att han har hårdrocksskivor. I Berts bravader medverkar han i det lag som representerar Beckaskolan i en ishockeyturnering.
Bert tycker även om mopeder, och får en moped av sina föräldrar i 15-årspresent i Berts bekännelser. Han åker dock inte trimmat som många andra. Bert skäms över sitt namn, eftersom Klimpen retar honom för hans namn och kallar honom Bert fjärt och Bert stjärt. I Berts dagbok kallar han sig först "Treb Walker" ("Treb" är Bert baklänges). Bert skäms även över att han skriver dagbok.

## Flickvänner
Precis som Sune är Bert intresserad av tjejer. När Bert förälskat sig i en flicka brukar han säga att hennes namn är det finaste namn som finns, att han inte tyckte det förra året, månaden eller veckan, men att han numera tycker det. När Bert skriver om sina förälsker i dagboken byter han penna till rött.
Bland tjejerna han tycker om finns bland andra Rebecka, Nadja, Paulina, Ida, Emilia, Gabriella, Patricia och Nolina. 
Bert förälskar sig i tjejer med olika bakgrunder, vilket då han försöker charma dem ibland leder till en hel del pinsamheter i situationer han inte är van vid, som då han låtsas intressera sig för klassisk musik inför fiolspelande Nadja, dansa jazzdans på sin moster Lenas dansinstitut för att Paulina gör det, eller då han försöker uppföra sig fint och väl inför läkardottern Emilia och hennes föräldrar, samt sjunga i skolkören precis som körmedlemmen Gabriella. I Berts bryderier gillar han Patricia, som tycker han har humor och är roligast i klassen. Han blir i Berts befrielse också kär i Nolina från ungdomsvårdsskola.
Bert är rädd för Nadjas tre raggarbrorsor "Roffe", "Ragge"" och "Rehnhold", men tar ändå risken. Han tar även risken att skämmas inför killkompisarna.
När hans mormor i början av Berts ytterligare betraktelser kommer med reklambroschyrer för kyrkans scouterna tycker Bert först det verkar töntigt att gå med, men då hans mormor talar om söta och snälla tjejer funderar han på att göra det, även om det aldrig blir något av det.
I Bert och ryska invasionen blir Bert kär i ryska gymnastikflickan Darja.

## Fiktiv biografi
Bert Ljung är född den 21 februari.  I Berts första betraktelser skriver Bert den 19 januari att det samtida årtalet är 1989, och senare i samma bok skriver Berts jämnårige kamrat till "inslaget Fråga juristen" i en damtidning, och signerar sig själv som "Hoppfull 76:a". Detta skulle datera Bert Ljung och hans jämnåriga klasskamrater som födda 1976. Dock förekommer flera motsättningar, till exempel använder sig Berts dagbok, som utspelar sig året före Berts betraktelser-trilogin, av 1987 års almanacka och Berts bekännelser, som utspelar sig två år senare, av 1992 års almanacka.
I Berts bryderier beskrivs Berts bakgrund på pappans sida. En ryss vid namn Vladimir Livanov, som gjorde glasögon, stod utanför Sankt Petersburg och tittade ut Östersjön. Då han fann några pinnar på stranden en dag byggde han sig en flotte, med vilken började paddla med händerna, tills han hamnade på Gotland där han bosatte sig och blev kär i gotländskan Beda. De levde tillsammans tills hon avled. Vladimir och Beda fick en son som hette Stanislav, ett namn han blev retad för i skolan och i 18-årsåldern bytte han namn till Sten Ljung. Sten Ljung pysslade också med glasögon, och förälskade sig i gotländskan Märta Öberg. Sten och Märta fick två söner, Fredrik och Jan. Jan flyttade senare till New York.
I Berts bravader beskriver Bert hur hans föräldrar en gång satt i ett hotellrum i ett regnigt Berlin (Väst eller Öst nämns aldrig) och diskuterade vad deras barn skulle heta. De var överens om att det skulle bli Moa om det blev en flicka, men blev det en pojke ville mamman att barnet skulle heta Melker, medan pappan föreslog namnet Leif. Sedan blev det en pojke, som de döpte till Bert.
I Bert och brorsorna sitter Berts mormor barnvakt åt Bert, och när de tittar i fotoalbum berättar hon. Berts mormor fick barn när hon var 17 år, och ingen visste vem som var barnets pappa. Därefter föddes Berts morbror Gunnar, som i samma bok är 51 år gammal, arbetar på advokatfirma och har tre barn, Kurt-Erik, Lasse och Sandra, och sedan föddes Axel, som i samma bok bor i Västergötland och jobbar på ett lager där möbler säljs, och hans två barn är Berts kusiner "Tomas" ("Tompa") och Kent ("Kludde"). Sedan träffar hon Berts morfar Herbett Olsson, fiskare från Gotland. Innan han dör får de fyra barn, Berts mor Madeleine, Berts morbror Dan i Bollnäs som arbetar på Telia, och fick två barn, Malin och Desiré. Sedan föds Berts mostrar Lena, utbildad danspedagog, samt högskolestuderande Åsa, 28 år i samma bok.

### Före Berts dagbok
Ibland berättar Bert kortfattat om händelser i sitt liv, som utspelar sig innan radioserien och bokserien inleds. I Berts dagbok beskrivs hur Bert i tvåårsåldern råkade äta en cigarett, och i samma bok beskriver han ett besök hos sina kusiner "Tompa" och "Kludde" i Västergötland tre år tidigare, där de gör en majbrasa i källaren, och Kludde får pris av brandkåren för bästa skvaller. I Berts första betraktelser skriver Bert om ett aprilskämt han lurade sina föräldrar med två år tidigare då han spelade allvarligt sjuk, skjutsades till akutsjukvården, och plötsligt hoppar upp och meddelar att det var ett aprilskämt. I Berts ytterligare betraktelser, då han just förälskat sig i Emilia, beskriver han hur Emilia gått i hans skolklass i alla år men att han ändå knappt talat med henne, utom då han en gång i tredje klass sa "Förlåt" efter att ha råkat slå ut hennes tandställning med en bordtennisboll. I samma bok kräver Lill-Erik tillbaka två kronor som Bert lånade av honom i fjärde klass.
I Bert och brorsorna beskrivs hur Klimpen en gång när de gick i fjärde klass blev nedslängd i en container av Kenneth Kerundi som kommer från Uganda, då Klimpen dragit rasistiska skämt efter en fotbollsmatch, och Bert beskriver det som att hela jordklotet skrattade, inklusiverna argentinarna och kineserna. I Berts bekännelser talar Bert och Åke om gamla minnen, bland annat från lekskoletiden. I Berts bryderier beskriver han hur han känt vissa av sina klasskompisar sedan förskoleåldern.

### Från Berts dagbok till Berts bokslut
Bert går hela sin grundskoltid i A-klassen på Beckaskolan i Öreskoga. Hans klassföreståndare i mellanstadiet heter Sonja Ek, och i högstadiet Anders "Rappikäfti" Olsson. Där går också klasskompisarna Åke och Torleif, och bråkstaken Klimpen tills han flyttar till Motala efter femte klass. Under vårterminen i femman börjar nyinflyttade Lill-Erik i samma skolklass. Det är här som Berts närsynthet upptäcks. I femte klass är Bert förälskad i Rebecka innan Klimpen under Berts 12-årskalas lurar Bert att daska en gummiorm i baken på henne. I maj samma förälskar sig Bert i fiolspelande Nadja i klass 5 E på Jungberska skolan, som han upptäcker då han besöker under en skoldans vid Jungbergska skolan. Fastän han fruktar för hennes raggarbrorsor besöker han henne i stugan där hon bor med sin mamma. Den 4 juni samma år blir de officiellt ihop, och Bert slutar kalla sig "Treb Walker" i dagboken, och övergår till att benämna sig vid sitt riktiga namn, Bert Ljung.
Under sommarlovet mellan femte och sjätte klass åker familjen Ljung på semester till Danmark. Under vårterminen i sjätte klass avlider Berts granne "Kapten", och popgruppen han spelar i antar namnet "Heman Hunters". 
Den 1 mars går han hem till Nadja och gör slut med henne efter att ha blivit alltmera tveksam om han fortfarande gillar henne och samtidigt blir han alltmer intresserad av Paulina i klass 6 B. Snart får han under en skoldans veta att Paulina är släkt med Nadja, och för att kunna träffa Paulina mer dansar han jazzdans på moster Lenas dansinstitut, där Paulina också dansar. Berts intresse för Paulina kulminerar i slutet av sjätte klass med romanser vid en tidigare dansbana då båda klasserna åker på läger till "Lillesunds stugby". Berts intresse för Paulina fortsätter dock en bit in i september.
Under sommarlovet mellan sjätte och sjunde ger sig Bert, Fredrik och en man som heter Christer i juni ut för att segla, men utflykten avbryts då Bert lider av sjösjuka. Senare ger sig Bert ut med sin släkt för att fira midsommar i en hyrd stuga på ön Babbsand' och i juli åker Bert med sin familj till farbror Janne i New York, och sedan ger de sig av till Jamaica för badsemester.
När Bert börjar sjuan slås hans skolklass samman med en skolklass från Östbergaskolan som börjar vid Beckaskolan. Även om Bert vid denna tid fortfarande gillar Paulina, dyker snart Ida i åttonde klass upp. Hon röker och har en retsticka till kompis som heter Mona. Snart söker sig Bert fram och tillbaka mellan tjejerna, inklusive Nadja, och under några veckors tid i början och mitten av oktober hamnar han i en situation där han inte kan bestämma sig för vem han skall intressera sig för, och i stället umgås han främst med killkompisarna.
Under gymnastiklektion den 27 oktober i sjunde klass förändras situationen återigen, då en flicka i Berts klass som heter Emilia tittar på Bert. Bert tittar tillbaka, och upplever som om en ny människa springer i gymnastiksalen, men egentligen vet han vem hon är eftersom de gått i samma klass sedan första klass. Bert tycker hon blivit söt, och Bert och Emilia börjar under november alltmer samtala och umgås, både i skolan och på fritiden. Efter diverse sommarromanser mellan sjunde och åttonde klass blir de officiellt ihop.
Under sommarlovet mellan sjunde och åttonde klass åker familjen Ljung till Danmark på semester, och i oktober när Bert går i åttonde klass avlider hans gammelfarmor Beda, varpå familjen Ljung ger sig av till Gotland för begravning, Berts romanser med Emilia kulminerar under nyårsfesten hemma hos Lill-Erik i åttonde klass, där de lovar varandra att alltid vara tillsammans när de går hemåt i natten, innan de båda skiljs åt och går hem, var och en till sina familjer.
I mitten av januari i åttonde klass flyttar Torleif till en annan stad, och ett tag efter nyår i åttonde klass tycker Åke att Bert och Emilia träffas alltför ofta, och Åke ljuger då ihop snuskhistorier om Bert. Emilia gör slut med Bert hemma hos sig den 1 mars, och Bert börjar under våren alltmer tycka han är ful. Bert beger sig snart till kyrkan och talar där med en tjej om sina bekymmer. Trots det som hänt förblir Bert och Åke kompisar.
Några veckor senare konfirmerar sig Bert i Svenska kyrkans regi, innan han mot slutet av våren börjar intressera sig för två år yngre Gabriella, vilket även pågår in under kommande hösttermin, då Bert går i nionde klass och Gabriella går i sjunde klass.
Under sommarlovet mellan åttonde och nionde klass åker familjen Ljung på semester till Spanien.
Senare, i nionde klass, blir Bert kär i klasskamraten Patricia, och senare intresserar han sig för Nolina från ungdomsvårdsskola. Han besöker sedan återigen farbror Janne i New York, denna gång ensam, och sedan tågluffar han i Europa med sina kompisar. Efter nionde klas upphör den gamla bokserien, och Bert har då fyllt 16 år i februari samma år.

## Vuxen
Med "Berts dagbok" slutade författarna skildra Berts liv, och när serien återstartades 2005 var han åter 12 år. När han i Berts bokslut blivit 16 år kände författarna att det var dags att avrunda, då de flesta läsarna var betydligt yngre, och eftersom författarna kände ansvar för läsarna avslutade de serien, och började i stället skriva Emanuel.
Den 27 juli 1999 publicerade Aftonbladet ett avsnitt av författarna om Bert som vuxen. Han hade då blivit 39 år, 4 månader och 26 dagar gammal, och hade en hustru som går på sykurs. Avsnittet började med "Hej hej hallå dagboken!" och avslutades med "Tack och hej – leverpastej", precis som i Berts betraktelser-trilogin.

## Livsåskådning
Bert uttrycker att han tror på Gud och Jesus, även om han uppfattar sin mormor Svea som lite väl fanatisk. I Berts dagbok önskar han sig av Gud att få bli tillsammans med Nadja Nilsson, och tror att Jesus var bäst i ishockey på sin tid när han även kunde träna på sommaren. I Berts vidare betraktelser beger han sig i hemlighet till kyrkan för att be Gud om ursäkt för att han tänker så mycket på tjejer. I Berts bravader menar Bert att Gud kör moped i lagliga 30, och därför inte hinner fram till katastroferna i tid. När Emilia gör slut med Bert i Berts bekännelser tycker Bert han är ful, undrar om Gud ligger bakom, och han går till kyrkan och träffar en tjej som själv också tyckte hon var ful i 14-årsåldern. I samma bok konfirmerar sig Bert i Svenska kyrkan]. I Bert och badbrudarna ångrar Bert inför Gud ett skämt han drog om att han skulle omkomma i en flygolycka inför en semesterresa till Spanien. I Berts bekymmer menar Bert att han har det bra i sitt liv jämfört med Björna, som får cancer, efter att några dagar ha varit arg över bråk inom Heman Hunters.
Bert tar även avstånd från rasism eller främlingsfientlighet, då han i Berts första betraktelser menar att han inte skulle vilja bli skinnskalle som tycker illa om invandrare, eftersom Paulinas föräldrar är från Tjeckoslovakien. I Berts bekymmer beskriver Bert hur han försöker rösta på Sveriges socialdemokratiska arbetareparti i skolvalet, innan Åke övertalar honom att rösta på Åkepartiet. Därefter funderar han över olika politiska partier i Sverige, hur de själva egentligen kan hålla reda på vad olika partier står för, och alla lovar att alla skall få det bättre. Han menar dock att de flesta i låtsasvalet röstar som sina föräldrar.
I Berts ytterligare betraktelser upprörs Bert då Dödgrävarns kompis Karri, som går i nionde klass, antastar Inez i klass 7 D
Han uttrycker också motstånd mot alkohol och tobak.
I nionde klass blir han alltmer nyfiken på sex. Bert använder vanligtvis Vilde Bill som smeknamn för sin snopp.

## Grottmänniskan Milton
I böckerna och serietidningarna händer det ibland att Bert då han till exempel gör bort sig inför tjejer och får svårt att yttra sig, menar att han blivit förvandlad till den primitive grottmänniskan Milton, som uppför sig som en stereotyp stenåldersmänniska. När Bert skall leverera en virkad duk som namnsdagspresent åt Paulina i Berts vidare betraktelser ger han sig av som Milton, och binder fast en sten vid duken som han sedan slänger in genom Paulinas fönster.

## Ted
Bert Ljung föddes i Sörens och Anders tankar 1985. Från början var han tänkt att vara 10 år, och hade arbetsnamn som Ted och Jonas. Men det lät för snällt och 10 år var för lite, så han fick heta Bert och skulle fylla 12 då radioserien och bokserien inleddes. Personen som gav namn åt Bert var Anders Jacobssons pappa som hade Bert som andra förnamn.

## Illustrationer
Sören Olsson tecknade Bert i Berts dagbok från 1987. Men Anders och Sören tyckte att Bert mer påminde om en äldre kopia av Sune, som inte skulle vara speciellt ful. Sedan skulle fulheten växa i takt med puberteten. Snart kontaktades illustratören Sonja Härdin som först ritade en annan version. Sedan gjorde hon en ny variant med något mindre näsa och lite mindre hår. Denna versionen började användas i boken Berts första betraktelser från 1990. Förutom omslagen var bilderna i böckerna svartvita. Från boken Berts bekännelser 1991 ändrades teckningsstilen något, men figurerna var de samma. När bokserien startades om 2005 anlitades Kwok-Hei Mak, som hade en mer manga-influerad stil.
Johan Unenge gjorde en seriefigursvariant av Sonja Härdins variant. Denna seriefigursversion användes i de seriealbum som publicerades mellan 1992 och 1999. samt i serietidningen FF med Bert som utgavs åren 1993–2002.

## TV-serier
I TV-serien Bert från 1994 och långfilmen "Bert – den siste oskulden" från 1995 spelades Bert av Martin Andersson. I långfilmen Berts dagbok från 2020 spelas Bert Ljung av Hugo Krajcik.
I TV-serien Bert från 2021 spelades Bert av Adrian Macéus.

### Fotnoter
1. ↑  Bert Arkiverad 18 augusti 2010 hämtat från the Wayback Machine.
2. ↑  Josefin Ekman (27 juli 1999). ”Tack och hej – leverpastej” (på svenska). Aftonbladet. http://wwwc.aftonbladet.se/nyheter/9907/27/bert.html. Läst 9 augusti 2010.
3. ↑  Ida Lithell (15 oktober 2005). ”Dagboken öppnas igen” (på svenska). Dagens nyheter. https://www.dn.se/arkiv/kultur/dagboken-oppnas-igen/. Läst 2 april 2015.
4. ↑  Trubadur på flörtartur, Måns Gahrton och Johan Unenge, Carlsen Comics/Semic Press AB 1993, sidan 31-32 - Sören och Anders balla sidor/Balla Bert-fakta
5. ↑  ”Berts dagbok”. Seriesamlarna. https://www.seriesam.com/cgi-bin/guide?s=BERTS+DAGBOK+(1992). Läst 11 mars 2011.
6. ↑  ”FF med Bert”. Seriesamlarna. https://www.seriesam.com/cgi-bin/guide?s=ff+med+bert. Läst 11 mars 2011.
7. ↑  Nora Fernstedt (8 november 2019). ”Pinsamt kul när Bert blir film igen”. Svenska Dagbladet. https://www.svd.se/pinsamt-kul-nar-bert-blir-film-igen. Läst 20 oktober 2020.
8. ↑  Torbjörn Ek (23 juni 2020). ”Bert är tillbaka”. Aftonbladet. https://www.aftonbladet.se/nojesbladet/a/dO6mkB/bert-ar-tillbaka--se-forsta-bilderna-ur-nya-filmen. Läst 20 oktober.
9. ↑  ”Bert blir serie på C More - premiär 2021, Adrian Macéus i huvudrollen”. Expressen. https://www.expressen.se/noje/blogg/tvbloggen/2020/10/05/bert-cmore-premiar/. Läst 1 april 2021.